# Rudolf Brix (Schriftsteller)
Rudolf Brix (* 4. Juni 1880 in Innsbruck; † 26. April 1953 ebenda) war ein österreichischer Schriftsteller.

## Leben
Rudolf Brix studierte Jus an der Universität Innsbruck und trat 1905 in den Polizeidienst ein, wo er es bis zum Innsbrucker Oberpolizeipräsidenten brachte.
Er kam früh mit dem Theater in Kontakt und schrieb rund 25 Bühnenstücke. Von 1900 bis 1911 war er zusammen mit Franz Kranewitter und Richard Wilhelm Polifka Herausgeber der Zeitschrift Der Föhn.
Brix war mit Hermann Greinz, Ferdinand Exl und Karl Schönherr befreundet und mit der Exl-Schauspielerin Luise Herzleier verheiratet. Die meisten seiner Stücke wurden von der Exl-Bühne in Innsbruck und Wien aufgeführt. Seine Stücke sorgten immer wieder für Skandale. Die Aufführung der Komödie Das Gnadenbild wurde 1909 wegen „Herabwürdigung von Lehren und Einrichtungen der katholischen Kirche“ von der Zensur in Tirol und Vorarlberg verboten und sorgte in Graz und Linz für Proteste. Der Mönch und die Sünderin wurde 1930 in Wien aufgrund der Intervention klerikaler Kreise nach nur fünf Aufführungen abgesetzt. Das Stück In unserem Weinberg liegt ein Schatz, in dem sich Brix über die Polizei lustig machte, sorgte dafür, dass er vorübergehend vom Dienst suspendiert und 1934 in den Ruhestand versetzt wurde. 
Am bekanntesten wurde Brix für seine Neubearbeitung von volkstümlichen Stoffen wie Der Graf von Schroffenstein und Die Räuber am Glockenhof. Letzteres Stück wird regelmäßig von Laienbühnen aufgeführt, hatte aber auch bei den Rittner Sommerspielen und den Tiroler Volksschauspielen in Telfs großen Erfolg.

## Werke
- Der dürre Baum. Tragödie in 3 Akten, 1910
- Das Gnadenbild (später: Das Jungfernweh). Komödie in vier Akten, 1911
- "Ans Vaterland, ans teure ...." 1914
- Das Kartenhaus (auch: Die Unkeuschheit). Tragödie in drei Akten, 1915
- Der unsinnige Donnerstag. Komödie in drei Akten, 1918
- Grotesken: Die Ehebrecherin, Ein ernstes Spiel, Der ersehnte Tag, Abrechnung, Die böse Stunde. Fünf Einakter, 1922
- Der Götze. Eine Bauerntragödie in drei Akten, 1924
- Das Götzenbild. Ein Priesterdrama. 1924
- Balduin und Filimunde (auch: Filimunde, die Mörderin). Tragikomödie in fünf Aufzügen. 1926
- Spiritus. Tragikomödie in vier Aufzügen. 1928
- Der Mönch und die Sünderin. Ein dramatischer Roman in 21 Kapiteln. 1930
- Laßt andere für uns sorgen!. Eine Schmarotzerkomödie in 5 Aufzügen. 1930
- Im Namen der Gerechtigkeit. Drei Akte. 1931
- In unserem Weinberg liegt ein Schatz. 1932
- Das Gottesurteil zu Sigmundsberg oder das Haupt des Enthaupteten. 1933
- Der Graf von Schroffenstein oder das Wiederfinden in der Totengruft. 1933
- Die Räuber vom Glockenhof. 1934
- Ein Kuss, ein Schicksal. Komödie. 1935
- Der Bauernrebell. 1936
- Don Johannes. Komödie. 1937
- Das Opfer. Tragödie. 1943